# Milam (Inde)
Pour les articles homonymes, voir Milam.
Milam est un village de l'Inde.
Il est le dernier village situé dans la vallée de Johar dans le district de Pithoragarh dans l'état d'Uttarakhand. La rivière Gori Ganga prend sa source dans le glacier Milam et passe devant le village pour rencontrer la Kali Ganga à Jauljibi (en).

## Histoire
Milam est sur une route passant par des cols de haute montagne (Unta Dhura (en), Jandi Dhura et Kingribingri Dhura) vers Gyanima mandi au Tibet. La frontière est fermée depuis la guerre sino-indienne de 1962, et Milam est de nos jours (2023) un village fantôme avec très peu d'habitants. Avant la guerre, c'était un centre commercial animé. 
Les explorateurs pandits Nain Singh (en) et Kishen Singh, qui ont cartographié le territoire du Tibet, sont nés à Milam,.